# Bali (Nouveau Taipei)
Pour les articles homonymes, voir Bali (homonymie).
Bali (chinois traditionnel : 八里區 ; pinyin : Bālǐ Qū ; Pe̍h-ōe-jī: Pat-lí-khu) est un district rural dans le nord-ouest de la municipalité de Nouveau Taipei, à Taïwan. En langue hokkien taïwanais, la région était connue sous le nom de Pat-lí-hun (八里坌) pendant la dynastie Qing.

## Histoire
Au cours de la période d'occupation japonaise, Bali fut nommée "village de Hachiri" (八里庄) et fut sous l'administration du district de Tamsui, de la préfecture de Taihoku. À la suite du jour de la rétrocession en 1945, Bali devint un canton rural du comté de Taipei. Le 25 décembre 2010, il fut réorganisé en un district du Nouveau Taipei.

## Géographie
- Superficie : 39,49 km2
- Population : 37 711 habitants (janvier 2016)

## Divisions administratives
Le district de Bali se subdivise en 10 villages,:
- Changkeng (長坑里)
- Dakan (大崁里)
- Dinggu (頂罟里)
- Jiucheng (舊城里)
- Laoqian (荖阡里)
- Longyuan (龍源里)
- Micang (米倉里)
- Pitou (埤頭里)
- Xiagu (下罟里)
- Xuntang (訊塘里)

## Attractions touristiques
- Centre éducatif du développement durable
- Musée d'archéologie de Shihsanhang
- Réserve naturelle de Wazihwei

## Transport
- Port de Taipei